# Exposició General de Belles Arts de Barcelona
La sèrie d'Exposicions Generals de Belles Arts es van celebrar a Barcelona a partir de l'any 1891, organitzades per l'Ajuntament de Barcelona. Es van dissenyar com exposicions bianuals alternes entre les Belles Arts i les Indústries Artístiques. Degut a la poca afluència a l'Exposició d'Indústries Artístiques de 1892, a partir de 1896, es van unificar en un sol certamen, mantenint el caràcter bianual. Van patir una aturada al 1898 a causa de la Guerra de Cuba i es reprengueren al 1907 i durant el segle XX de manera irregular.

## Proposició i origen
Després de l'Exposició Universal de Barcelona (1888) hi havia la necessitat de reutilitzar i donar un nou ús als edificis construïts. L'Ajuntament de Barcelona va crear, el 7 de gener de 1890, la Comissió de Conservació del Edificis del Parc i de Creació i Foment dels Museus Municipals. Estava formada pel tinent d’alcalde José Gassó i Martí, que exercia de president, 8 regidors i per Carles Pirozzini, que havia estat secretari de l'Exposició Universal i que exercia el mateix càrrec en aquesta comissió. Una de les decisions que es prengueren, fou crear exposicions de caràcter bianual, organitzades per l'Ajuntament, a través de les comissions municipals, amb la finalitat de construir el fons d’art contemporani del Museu de Belles Arts i Arts Decorativo-industrials. La col·lecció es formaria amb l’adquisició, per part del consistori, de les obres guanyadores.

## Plantejament
A cada convocatòria, es revisava el reglament però va patir pocs canvis des de la primera exposició del 1891. En essència  es podien presentar obres d’artistes vius (o finats de feia poc) espanyols o estrangers. Les obres havien de ser inèdites a Barcelona, això vol dir que podien haver estat presentades a d'altres certàmens fora de la ciutat. El màxim d’obres variava entre quatre i sis, depenen de l'edició, tot i que a les arts industrials, per la seva naturalesa, els permetien mostraris més extensos.
Tot i l’èxit i l’abast internacional  de les mostres, no van gaudir mai d’un reconeixement oficial. Els artistes havien d’exposar a l'Exposició Nacional de Belles Arts, a Madrid, si volien assolir aquest reconeixement.
Hi havia força diferències entre els dos certàmens. Les mostres barcelonines sempre van acceptar obres estrangeres, amb l’objectiu de conèixer de primera mà les tendències europees. Per altra banda, no es centraven només en les Belles Arts, en concret en la pintura, que era predominant a Madrid. A la ciutat comtal es van tenir en compte altres manifestacions com  l'escultura i les indústries. Altra diferència és que els certàmens barcelonins  eren emprats com a mercats d’art entre particulars, a més de les adquisicions que feien les pròpies institucions de les obres guanyadores. La composició del jurat també era diferent: a Barcelona s'escollien entre els expositors i no tenien la idea, com a Madrid, que l’artista havia de concórrer amb una obra feta expressament per a l'exposició. Les exposicions barcelonines intentaven atraure el màxim de públic, aprofitant l'emplaçament de la Ciutadella, un lloc habitual de fires i d’oci de la ciutat, programaven concerts i conferències.

## Edicions

### Primera Exposició General de Belles Arts
La Primera Exposició General de Belles Arts va tenir lloc entre el 23 d’abril i el 29 de juny de 1891. En un principi, s'havia de celebrar del 24 de setembre al 15 de novembre de 1890, coincidint amb les festes de la Mercè, però es va ajornar fins al dia de Sant Jordi de l’any següent i va durar fins passat Sant Pere. Totes les exposicions es van celebrar des de llavors els mateixos dies. Per una banda, Sant Jordi era el patró de Catalunya i juny era el mes tradicional per a les fires (Corpus, Sant Joan o Sant Pere) i s'esperava una gran afluència. L'excepció fou la de 1892, d’arts industrials, que es va celebrar a la tardor per coincidir amb el 400è aniversari del descobriment d’Amèrica.
L’Exposició va tenir lloc al Palau de les Belles Arts. El Palau es va rehabilitar no només per acollir l’Exposició també per a ser la futura seu d’un museu d’art modern. Les obres s'exposaven al Saló de la Reina Regent, inaugurat al gener de 1891, també hi havia un Saló d’Honor dedicat a artistes catalans finats. Es van exposar obres de Fortuny, Sans, Rodés, Simón Gómez, Lorenzale, Clavé, Espalter, Planella, Arrau i Padró.
Constava d’una secció de pintura, dibuix, arquitectura, arts reproductives. Tenia caràcter internacional i va rebre obres d'altres països, a més de 900 obres d'artistes espanyols. Al catàleg es registraren 1.249 títols. Tot i que no hi constava en les bases, es va fer una exposició fotogràfica sobre restes arqueològiques i paisatges de Catalunya. Van exposar-se també obres catalanes que havien triomfat a exposicions estatals, cedides pel Ministeri de Foment i d'altres obres que es van considerar d’interès pels barcelonins, en mans privades, i que es van prestar per a l’ocasió.
Els premis eren diplomes honorífics sense especificar categoria, a més es va crear una modalitat de diplomes especials, fora de reglament, per a compensar a artistes de renom que havien exposat obres premiades a altres concursos. En total s'entregaren 124 diplomes, 6 d’ells especials.
En aquesta primera exposició, la quantitat destinada a l’adquisició d’obres per als museus de la ciutat fou de 50.000 pessetes. Es van adquirir 73 peces. En destaquen Plein Air de Ramon Casas i Laboratori de la Galette de Santiago Rusiñol.
Tot i que l’Exposició es va clausurar al 29 de juny, va continuar oberta amb entrada lliure de públic, perquè els expositors poguessin vendre la seva obra.

### Segona Exposició General de Belles Arts
El 23 d’abril de 1894 es va inaugurar l'exposició al Palau de Belles Arts. La mostra va ocupar quinze sales del Palau. La pintura nacional ocupava set sales i l'estrangera dues. L'escultura nacional i estrangera ocupava la sala central. També hi havia una secció d’escenografia a càrrec del tramoista del Liceu, Joaquim Manció. Segons el reglament, les obres havien de ser d’artistes vius (o morts no abans de 1891) i no exhibides abans a la ciutat.
El pressupost en premis fou de 50.000 pessetes, sense comptar el premi d’honor que, en aquest cas, recaigué en una obra que no es comprà de l’artista Franz von Lenbach. S'incloïen també premis en metàl·lic de donacions de personalitats. Els premis eren per pagar les obres que després formarien part del Museu. El jurat era escollit pels membres de la comissió i pels expositors. Aquest destaca tres criteris per adquirir les obres: la qualitat, el foment de l’art local i les obres representants de noves manifestacions artístiques. Aquest últim criteri s'estableix tenint en compte que són obres que formaran part del fons del Museu i com a tal, ha de tenir un caràcter educatiu també.
El catàleg registrà uns 700 expositors i 1.299 obres. Es van concedir 80 premis i es van adquirir 32 obres.
Es va clausurar més tard del previst, el 9 de juliol, degut a l’èxit de visitants.

### Tercera Exposició de Belles Arts i Indústries Artístiques
El 16 d’abril de 1895, l’Ajuntament accepta que l'exposició de 1896, inicialment dedicada a les indústries artístiques, sigui també de belles arts, degut al poc valor de l’anterior.
La comissió organitzadora anomena a aquesta exposició: Tercera Exposició de Belles Arts i Indústries Artístiques i va treure a concurs la creació del cartell que va ser adjudicat a Alexandre de Riquer.
L'exposició s'inaugurà el 23 d’abril de 1896 al Palau de Belles Arts. Es van presentar 1.298 obres, d’aquestes un 40% corresponien a la secció d’indústries artístiques on un sol expositor podia presentar moltes obres d’una mateixa sèrie. Al reglament també s'inclou la possibilitat de convidar artistes, per fomentar la participació estatal i estrangera, l’ajuntament es feia càrrec de part dels costos de transport. En aquest certamen, es va distingir l'escultura i, en la pintura, l’apogeu del paisatgisme, en detriment del quadre històric.
Durant l’Exposició, va tenir lloc de l’atemptat dels carrer dels Canvis Nous, el 7 de juny, que va commocionar la societat i va afectar els ànims de la ciutadania. S'havia de clausurar el 29 de juny però es prorrogà fins al 26 de juliol de 1896.

### Quarta Exposició de Belles Arts i Indústries Artístiques
L’1 de juliol de 1897 es va constituí el nou consistori i es decidí que les exposicions, fins aleshores dutes a terme per la Comissió de Biblioteques, Museus i Exposicions i les seves Juntes tècniques, passessin a mans de la Comissió de Governació. El 13 de juliol de 1897 es crea la Secció Tercera de Belles Arts, Cerimonial i Festes sota la presidència del tinent d’alcalde Diego de la Clave i amb Carles Pirozzini de secretari.El 21 de juliol de 1897 la secció tercera acordà la celebració de la IV Exposició de Belles Arts i Indústries Essencialment Artístiques. Amb això pretenien limitar la participació industrial sense valor artístic.Es va presentar un concurs pel cartell de l’Exposició que guanyà Francesc Mirabent amb un cartell sense figures humanes amb motius decoratius i grafismes. A les 33 propostes que es presentaren, es poden apreciar els estils imperants en il·lustració i grafisme de l’època.
L’Exposició es duria a terme al Palau de les Belles Arts, que es va habilitar i restaurar per aquest nou certamen. Es va inaugurar el 23 d’abril de 1898, el mateix dia que començà la guerra amb els Estats Units i que conclouria amb la pèrdua de les colònies d’ultramar: Cuba i Filipines. Els particulars i entitats van fer aportacions als premis, un total de divuit i l’Ajuntament va destinar 75.000 pessetes a l’adquisició d’obres pels museus. Es van adquirir 32 pintures i dibuixos i 17 escultures.
El catàleg registrà 1.808 obres. En conjunt, fou una Exposició inferior a la de 1896 però tingué una participació estrangera més nombrosa, especialment de Bèlgica i Països Baixos. Entre les obres presentades, tot i que no premiades, hi ha maqueta original de Venanci Vallmitjana, titulada Fuente de Diana. L’Ajuntament encarregaria el monument a l’autor i al 1919 es va inaugurar a la Gran Via, davant de l’Hotel Ritz a Barcelona. Entre els artistes premiats amb la primera medalla, trobem dues dones: la dibuixant flamenca Berthe Art i la retratista holandesa Thérèse Schwartze, i premiada amb la segona medalla, l'espanyola María de la Riva, especialitzada en natures mortes.
Es clausurà el 26 de juliol de 1898 sense cap cerimònia oficial degut a la guerra.

### Cinquena Exposició de Belles Arts i Indústries Artístiques
Un cop finalitzada l’Exposició d’Art Antic, la Junta volgué reprendre les exposicions bianuals. El Palau de les Belles Arts s'havia quedat petit i més ara que compartia espai amb els Museus Municipal i Provincial. Al 1903, es desisteix de fer l’Exposició en pro del trasllat i condicionament del nou espai a l'edifici de l’arsenal de la Ciutadella. El pressupost de l’Exposició de que s'havia de celebrar llavors es va destinar a la construcció de dues naus laterals al nou edifici.
El 6 de març de 1906, l’Ajuntament pren la decisió de reprendre les exposicions internacionals de Belles Arts, fixant la propera per l’abril de 1907.
Es va inaugurar el 27 d’abril de 1907. Hi van assistir 93 artistes i al catàleg es registraren 2.013 obres. Com que els Museus s'havien traslladat al nou edifici de la Ciutadella, l’Exposició va poder disposar de tot el Palau de Belles Arts. Es va convocar un concurs pel cartell que quedà desert, és per això que es va utilitzar el de Joan Llimona que havia obtingut un accèssit al darrer concurs. El pressupost destinat a premis per part de l’ajuntament era de 85.000 pessetes que s'amplià a 155.000 amb els fons de la Junta i els diners destinats a l’adquisició d’obres per a la Diputació, a més dels 29 premis que es van aconseguir de donacions particulars i d’entitats. Va ser un èxit de públic i va comptar amb molta presència internacional. Destaca la presència d’un grup d’impressionistes, entre ells Monet, Pissarro, Manet, Renoir i Sisley. Tot i que no es va premiar cap de les seves obres, es va intentar adquirir obres dels tres últims sense èxit. Per contra, es van poder adquirir dues escultures de Rodin i tres de Meunier. Es clausurà el 27 d’octubre de 1907.

### Sisena Exposició de Belles Arts
L’Exposició es va inaugurar el 29 d’abril de 1911 al Palau de Belles Arts. Vicent Climent fou el guanyador del concurs del cartell d’aquesta edició. El certamen estava dedicat a la pintura, escultura, aquarel·la, dibuix i gravat. Hi havia una secció dedicada a l’art decoratiu i una altra a l'escenografia. A part d’artistes nacionals va tenir una gran concurrència estrangera. L’Ajuntament va destinar 110.000 pessetes a premis i adquisicions, a més de les 150.000 que va rebre de l’Estat en subvenció. Es va clausurar el 30 de juliol.